# Yngaren
För fartyget, se M/S Yngaren.
Yngaren är en sjö 15 kilometer nordväst om Nyköping i Flens kommun, Katrineholms kommun och Nyköpings kommun i Södermanland och ingår i Nyköpingsåns huvudavrinningsområde. Yngaren är djup och har ett rent, näringsrikt vatten och vassiga stränder.

## Geografi
Yngaren är landskapets fjärde största sjö.  Sjön är som mest 19,7 meter djup med ett medeldjup på 8,6 meter, har en yta på 47,9 kvadratkilometer och befinner sig 19 meter över havet. Sjön avvattnas av vattendraget Nyköpingsån (Skräddartorpsån). Yngaren är belägen på 19 meters höjd och vattnet rinner ned till mynningen vid Östersjön synnerligen flackt när det lämnat sjön, där främst fyra vattenfall i Nyköping står för det mesta av den återstående fallhöjden. Även med sjöns yta och djup så är isbildning vanligt på vintern, men sjön kan vara isfri längre perioder under mildväder.
Sjön ligger på den sörmländska sjöplatån och genomrinns av Nyköpingsån (som vid inflödet kallas Åkforsån och vid utflödet Skräddartorpsån).
Tätorten Björkvik är belägen vid sjön. Bettna, Stigtomta och Vrena ligger i anslutning till Yngaren samt dess östra förgrening Hallbosjön. En majoritet av befolkningen i Yngarebygden finns på sjöns östra sida i Nyköpings kommun där Stigtomta är största ort. En femte tätort i form av Jönåker är enbart fyra kilometer från sjön. Den befinner sig tio meter lägre än sjöns strandlinje i en dalgång tillhörande Kilaån och är således inte en del av sjöns direkta närområde. Jönåker och Kilaåns avrinningsområde är åtskilda från Yngaren av högt belägna skogsområden och rullande slätter typiska för den sörmländska naturen.
Sjön delas av tre kommuner: Flen, Katrineholm och ovan nämnda Nyköping. Den sistnämnda kommunen har den längsta kustlinjen på södra, västra och östra sidan, Katrineholm har den nordvästra delen, samt Flen har den norra kusten och en liten del av sjöns nordöstra del. Sjön omges primärt av slätter och jordbrukslandskap men skog är även det vanligt förekommande i norr och sydväst.
Vid sjön finns en av Flens kommuns badplatser, Bettnabadet. Den har bryggor, men algblomning kan förekomma. Nyköping har två offentliga badplatser vid Yngaren (Bärsta och Harhålet) samt Vrenabadet vid den intilliggande Hallbosjön.
Nyköping och Oxelösund samt majoriteten av södra Sörmlands landsbygd får sitt dricksvatten från Yngaren.

## Historia
Yngaren var både djupare och större före 1858 då sjön sänktes med två meter.

## Namnets ursprung
I likhet med det näraliggande Yngern går namnet att härleda till den indoeuropeiska stammen "engh-" med betydelsen "trång", "smal" (jfr tyskans "eng"). 

## Externa länkar

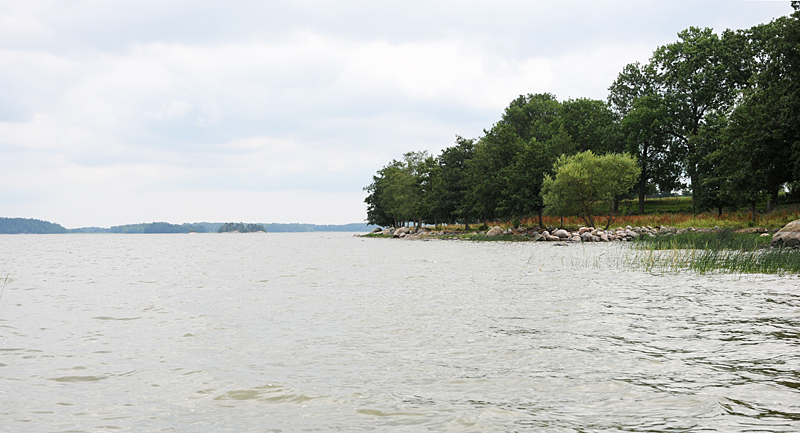
Yngaren vid Hagbyberga

## Delavrinningsområde
Yngaren ingår i delavrinningsområde (652982-154436) som SMHI kallar för Utloppet av Yngaren. Medelhöjden är 29 meter över havet och ytan är 157,75 kvadratkilometer. Räknas de 86 avrinningsområdena uppströms in blir den ackumulerade arean 1 933,9 kvadratkilometer. Avrinningsområdets utflöde Nyköpingsån (Skräddartorpsån) mynnar i havet. Avrinningsområdet består mestadels av skog (29 procent) och jordbruk (29 procent). Avrinningsområdet har 47,79 kvadratkilometer vattenytor vilket ger det en sjöprocent på 30,3 procent.